# The WELL

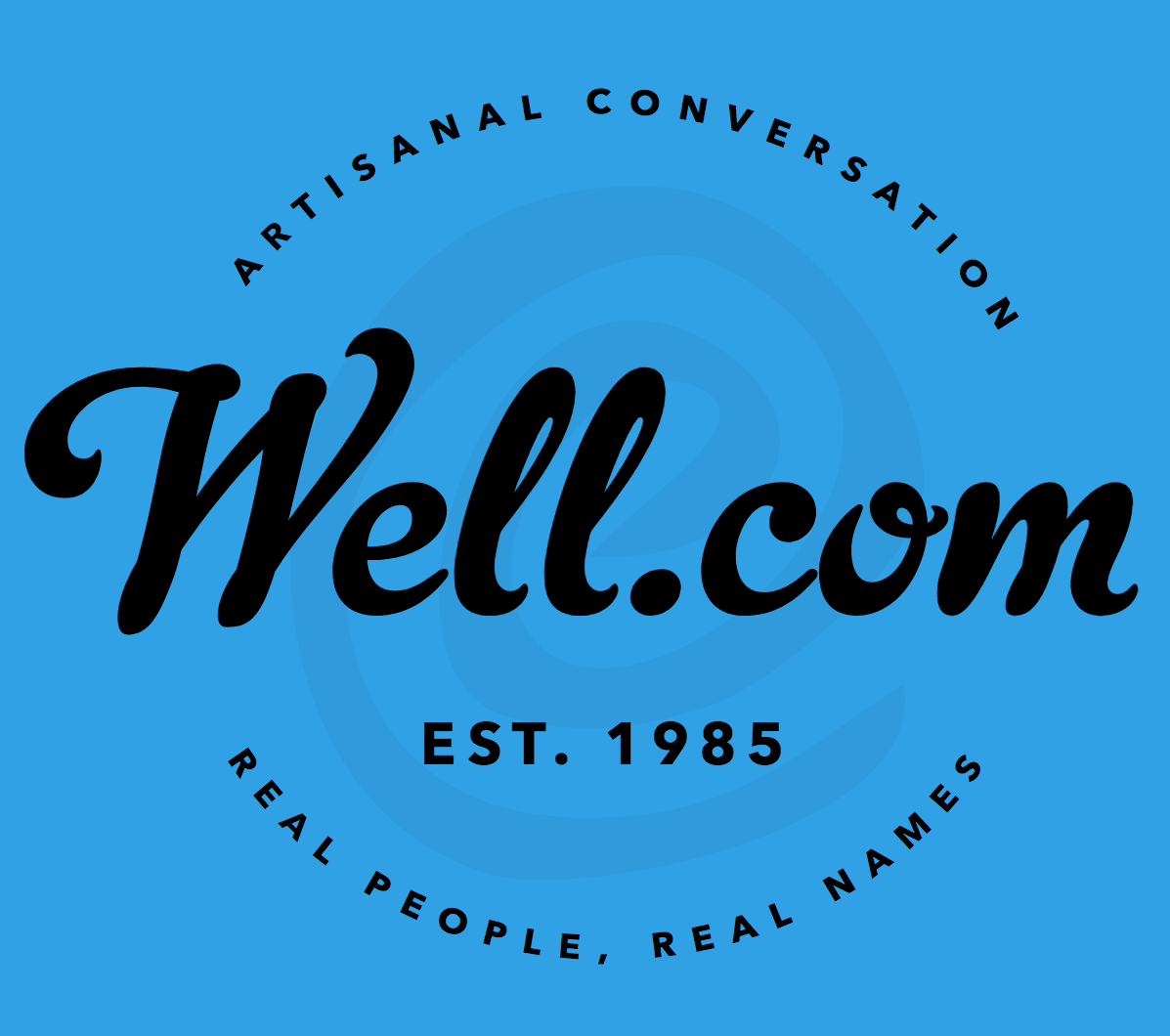
Logo de Well.com

El Whole Earth 'Lectronic Link, normalmente abreviado como The WELL, es una de las comunidades virtuales más antiguas que continúa operando. Actualmente tiene unos 4000 miembros. Es muy conocida por sus foros de Internet, pero también provee correo electrónico, cuentas shell y páginas web. Los temas de discusión en WELL van desde los más profundos y serios hasta los más frívolos, dependiendo de la naturaleza y los intereses de los participantes.
Fundado en Sausalito, California, en la actualidad se opera desde San Francisco.

## Historia
The WELL fue fundado por Stewart Brand y Larry Brilliant en 1985, y el nombre hace referencia a algunos proyectos previos de Brand, incluyendo el Whole Earth Catalog. The WELL comenzó como una BBS vía telefónica, se convirtió en uno de los primeros ISP a principios de los años 1990 cuando se permitió el tráfico comercial, y cambió a su actual forma a medida que Internet y las tecnologías de la web evolucionaron.
Algunos puntos importantes de la historia de The WELL incluyen ser el foro a través del cual John Perry Barlow, John Gilmore y Mitch Kapor, fundadores de Electronic Frontier Foundation se conocieron. Howard Rheingold, uno de sus miembros originales, se inspiró en su experiencia en The WELL para escribir su libro The Virtual Community. Craig Newmark empezó allí sus correos de Craigslist. The WELL fue uno de los mayores puntos de reunion en línea para los fanes de Grateful Dead a finales de los años 1980s y principios de los 1990s. The WELL también jugó un papel en el libro Takedown sobre la persecución y captura de Kevin Mitnick